# Кузбасское ПМЭС
Кузбасское ПМЭС (Кузбасское предприятие магистральных электрических сетей) — предприятие, входящее в состав филиала ОАО «ФСК ЕЭС» — МЭС Сибири, и осуществляющее эксплуатацию линий электропередачи (ЛЭП) и подстанций (ПС) сверхвысокого напряжения в Кемеровской области - Кузбассе Российской Федерации. В зону обслуживания Кузбасского ПМЭС входит Кемеровская и Томская области.

## Производственные показатели
Кузбасское ПМЭС осуществляет эксплуатацию 3739 тыс. км. линий электропередачи и 30 подстанций напряжением 110—500 кВ общей трансформаторной мощностью 9536,2 МВА. В оперативном подчинении Кузбасского ПМЭС находятся линии электропередачи и подстанции напряжением 110—500 кВ. Крупнейшей в Кузбасском ПМЭС является подстанция ПС 500 кВ Новокузнецкая, установленной мощностью 1600 МВт.
По состоянию на 2022 год в  эксплуатации ПМЭС находится 4 305 км линий электропередачи напряжением  220-1150 кВ, 30 подстанций напряжением 220-500 кВ общей трансформаторной мощностью 13 585 МВА
| ПС в оперативном управлении Кузбасского ПМЭС |
| --- |
| 1. ПС 500 кВ Новокузнецкая 2. ПС 500 кВ Ново-Анжерская 3. ПС 500 кВ Кузбасская 4. ПС 500 кВ Юрга 5. ПС 220 кВ Бачатская 6. ПС 220 кВ Еланская 7. ПС 220 кВ Заискитимская 8. ПС 220 кВ ЗСМК 9. ПС 220 кВ Кемеровская 10. ПС 220 кВ Краснополянская 11. ПС 220 кВ Крохалевская 12. ПС 220 кВ Междуреченская 13. ПС 220 кВ НКАЗ-2 14. ПС 220 кВ Северный Маганак |

## Особенности
На части территорий, по которым проложены сети, преобладает гористый лесистый ландшафт. В частности, спецтехника для работы в таких местах была передана на Таштагольский и Мариинский линейные участки. Применяется химическая очистка охранных зон от растительности.
В 2010 году на филиале был внедрён первый в Сибири инновационный центр управления сетями (ЦУС).

## Планы реконструкции
| Объект                   | Технические характеристики объекта          | Ввод объекта в эксплуатацию |
| ------------------------ | ------------------------------------------- | --------------------------- |
| ПС 220 кВ НКАЗ-2         | 2×250 МВА+3×200 МВА+2×52 Мвар               | 2015                        |
| ПС 220 кВ Еланская       | 2×250 МВА 2×52 Мвар                         | 2014                        |
| ПС 220 кВ ЗСМК           | 2×250 МВА, 2×52 Мвар                        | 2016                        |
| ПС 220 кВ Междуреченская | 3×200 МВА+2×125 МВА +2×63+40 МВА, 2×20 Мвар | 2015                        |